# Punta Azcuénaga
Punta Azcuénaga (spanisch, in Chile Punta Marín) ist eine Landspitze an der Danco-Küste des Grahamlands auf der Antarktischen Halbinsel. Am Westufer der Wilhelmina Bay bildet sie den nördlichen Ausläufer einer kleinen Halbinsel, die sich von der Arctowski-Halbinsel ausgehend in östlicher Richtung erstreckt.
Argentinische Wissenschaftler benannten sie nach dem argentinischen Unabhängigkeitskämpfer und Politiker Miguel de Azcuénaga (1754–1833). Chilenische Wissenschaftler benannten sie dagegen nach Guillermo Marín Marín, Bootsmann auf der Yelcho bei der 1916 durchgeführten Rettung der auf Elephant Island gestrandeten Teilnehmer der Endurance-Expedition (1914–1917) des britischen Polarforschers Ernest Shackleton.